# Pomeranizm
Pomeranizm, kaszubizm (kaszub. kaszëbizm) – rodzaj slawizmu (lub też polonizmu – zależnie od ujęcia statusu mowy pomorskiej), zapożyczenie z kaszubszczyzny obecne przede wszystkim w dolnoniemieckich gwarach pomorskich. Pomeranizmy pojawiają się w wyniku oddziaływania kaszubszczyzny na inny język.
Popularnym pomeranizmem w języku dolnoniemieckim (a także i w języku niemieckim) jest wyrażenie dali, dali (dalej, dalej = prędko, prędko) czy też Litewka pochodzące od kaszubskiego litewka oznaczającego kurtkę parcianą.